# Juventius

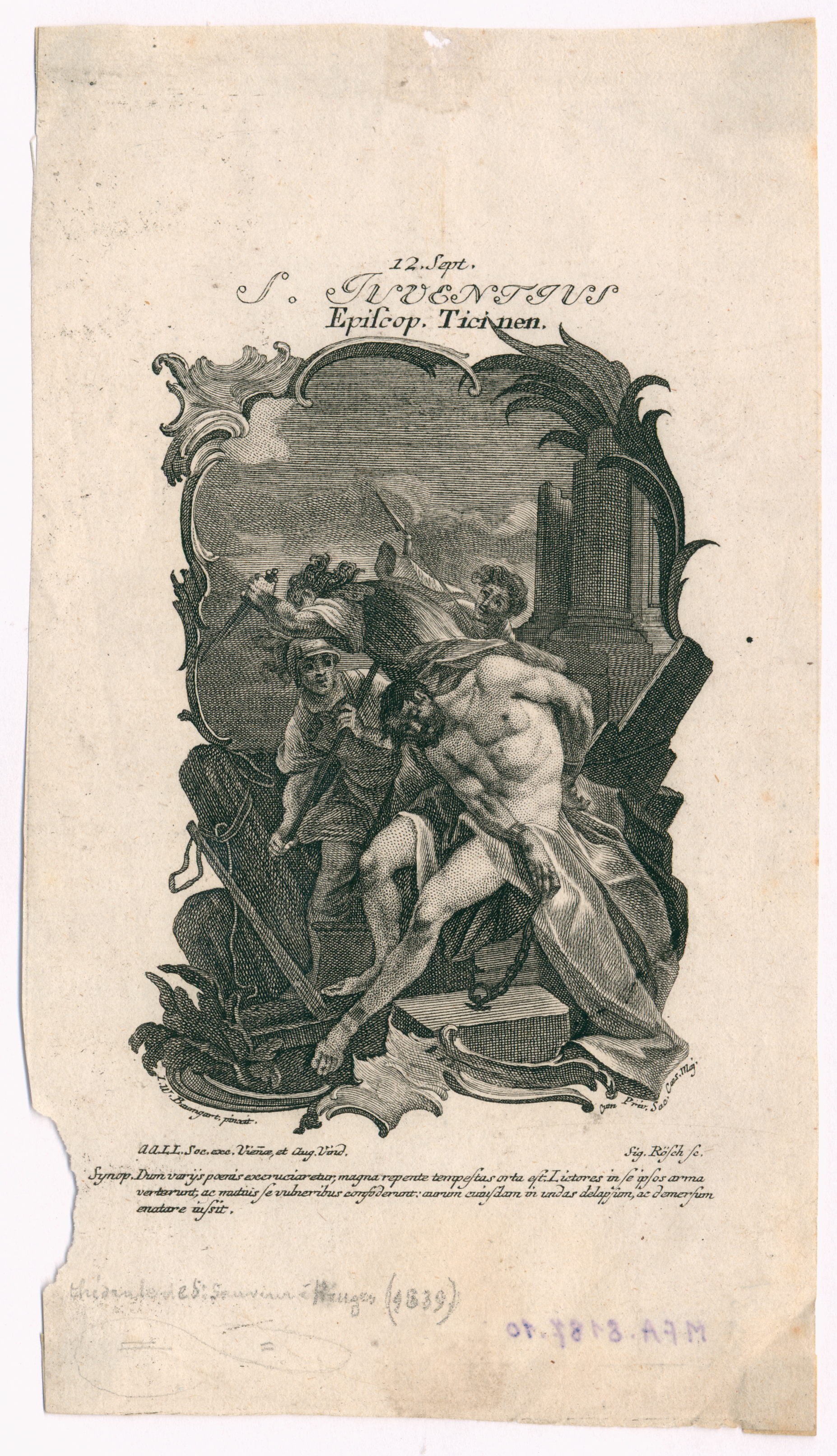
Juventius

Juventius war ein legendärer früher Bischof von Pavia. Seine Historizität und zeitliche Einordnung sind unsicher, möglicherweise ist er in das 4. Jahrhundert zu setzen.
Juventius wird von der Legende mit dem Heiligen Hermagoras in Verbindung gebracht, der angeblich ein Schüler des Petrus und dann erster Bischof von Aquileia gewesen ist, wo er um 70 den Märtyrertod erlitten haben soll – tatsächlich lebte Hermagoras allerdings wohl erst im 3. und 4. Jahrhundert und es liegt hier eine spätere Frühdatierung vor, um für das Patriarchat Aquileia ein ehrwürdigeres Alter und eine direkte Verbindung zu den Aposteln zu konstruieren. Hermagoras habe nun die Heiligen Syrus und Juventius nach Pavia gesandt, wo Syrus das Bischofsamt übernommen und Juventius nach Mailand geschickt habe, damit er dort den verfolgten Christen beistehen möge. Später sei Juventius nach Pavia zurückgekehrt, dort Diakon geworden und von Syrus zu seinem Nachfolger als Bischof bestimmt worden, was Juventius nur widerwillig angenommen habe. Er soll dann als Bischof zahlreiche Wunder gewirkt haben; so soll er etwa einen Sturm durch sein Gebet besänftigt haben, woraufhin sich viele Menschen bekehrt haben sollen; auch habe er einen Angriff des Statthalters Porphyrius auf ihn vereitelt, der ihn habe festnehmen wollen. Später sei ihm dann der Heilige Syrus im Traum erschienen, der ihm angekündigt habe, er werde drei Tage später sterben, was dann auch an einem Ostersonntag eingetroffen sei.
Während die Legende diese Ereignisse in das 1. Jahrhundert datiert, wird der Tod des Syrus heute eher um das Jahr 370 gesetzt. Dessen unmittelbarer Nachfolger war allerdings wohl ein Pompeius. Dessen Nachfolger wiederum, war ein Enventius, der möglicherweise mit Juventius identisch ist und für den man nachträglich eine Verbindung zu Hermagoras erfunden hat.
Gedenktag des Heiligen ist der 8. Februar, am 12. Februar wird ihm gemeinsam mit Syrus gedacht.